# Tan France
Tanweer Wasim "Tan" France (né Safdar ; ourdou : تنویر وسیم صفدر ; né le 20 avril 1983) est un styliste anglo-américain et une personnalité de la télévision. Il est actuellement l'expert mode de la série Queer Eye sur Netflix.

## Vie personnelle
Tan est né de parents pakistanais et a grandi à Doncaster dans South Yorkshire en Angleterre. Son intérêt pour la mode commence à un jeune âge, inspiré par les vêtements pour Disney conçus dans l'usine de ses grands-parents. Il étudie à la Hall Cross School et, plus tard, au Doncaster College où il étudie la mode avant de déménager à Manchester, puis à Londres. Il commence à travailler aux États-Unis en 2008 avant d'officiellement y déménager en 2015.
Tan France est un musulman ouvertement gay. Il vit actuellement à Salt Lake City, Utah, avec son mari, Rob.

## Carrière
Après avoir obtenu son diplôme universitaire, Tan France commence à travailler pour Zara. Il travaille également pour Selfridges. Il est directeur de magasin pour Shade Clothing avant d'avoir ouvert sa propre entreprise.
Fin 2011, Tan fonde la ligne de vêtements pour femmes, Kingdom & State. Il est également partenaire la ligne de vêtements fondée en 2016 Rachel Parcell.
Tan est actuellement l'expert mode de la série Queer Eye créée en février 2018. La deuxième saison est sortie en juin 2018.
Tan France publie ses mémoires en février 2019.
Avec Alexa Chung, il est jury et animateur de la série Next in Fashion produite par Netflix et diffusée en janvier 2020. La saison 2, qu'il co-présente cette fois-ci avec Gigi Hadid, est diffusée sur la plate-forme en mars 2023.